# Lichořeřišnice

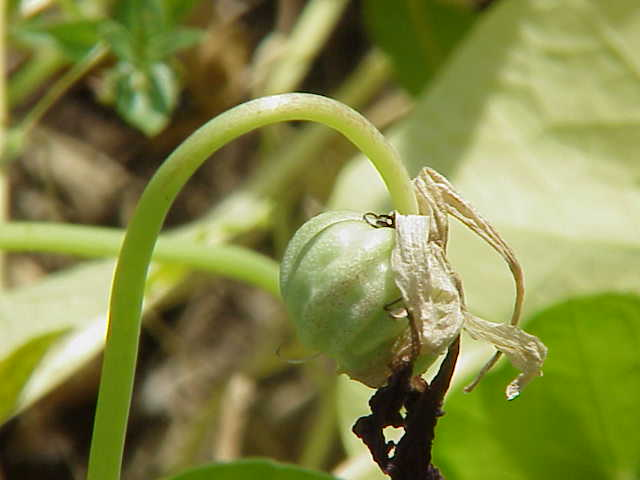
Tobolka se semeny lichořeřišnice

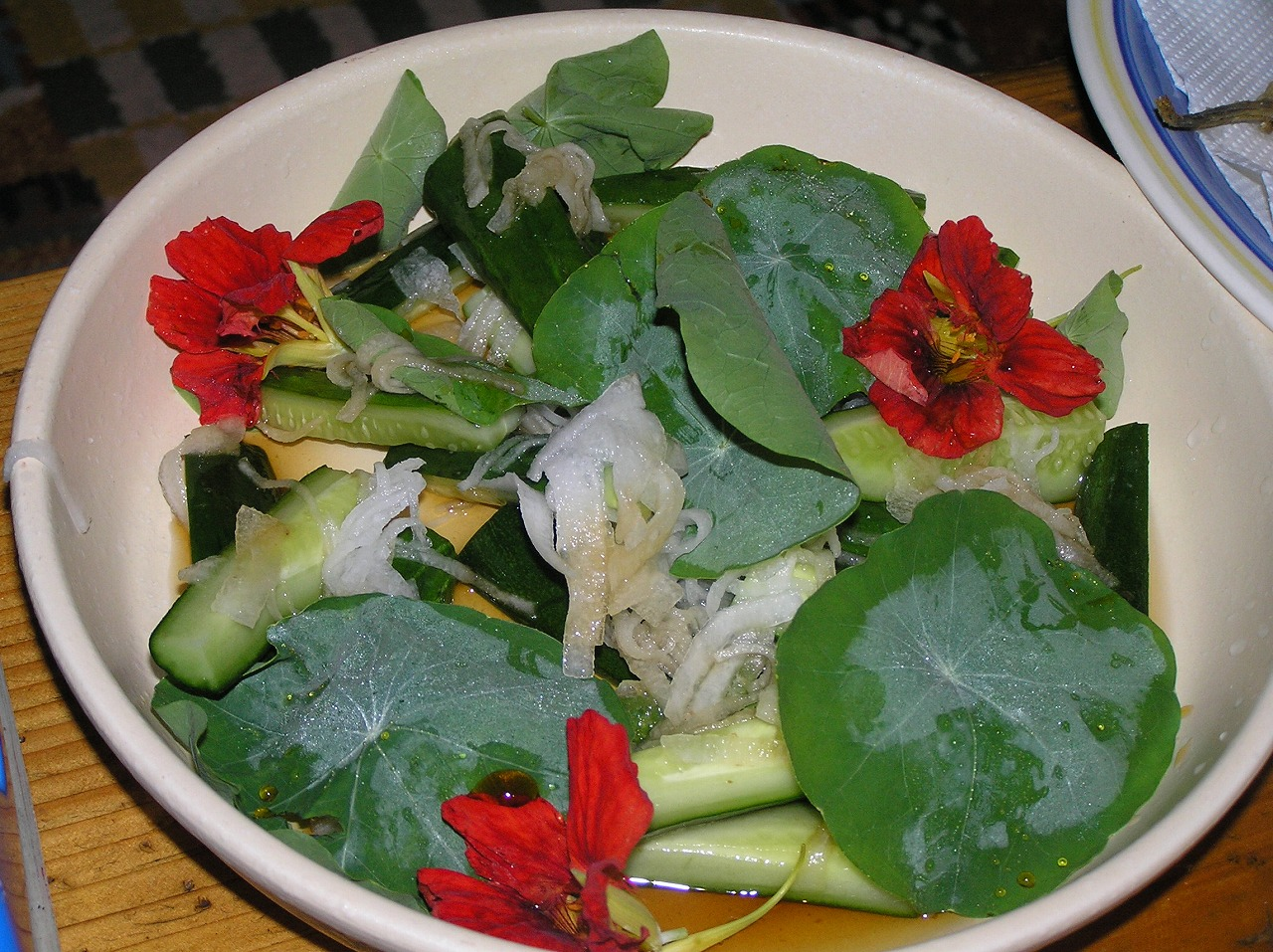
Ne zcela běžné využití lichořeřišnice

Lichořeřišnice (Tropaeolum) neboli kapucínka je jediným rodem jednoletých nebo vytrvalých bylin z čeledě lichořeřišnicovité.

## Rozšíření
Původně pochází ze severních tropických oblastí Jižní Ameriky a byla průběžně lidmi rozšiřována do Evropy, Severní a Střední Ameriky, Austrálie i na Nový Zéland a ostrovy v Tichém oceánu, částečně do Afriky a Asie. V příhodných podmínkách lichořeřišnice zplaněla a množí se dále již bez lidského přičinění.
V Jižní Americe již po staletí znali léčivé účinky této rostliny – používali ji jako antibakteriální činidlo a věděli, že nejúčinnější je, když ji používáme čerstvou. Domorodci ji nejčastěji používali ve formě obkladu a zevně přikládali k ranám, nebo si z ní připravovali infuze pro vnitřní infekce. 

## Popis
Jsou to většinou dužnaté byliny, některé vytrvalé druhy mají oddenky nebo stonkové (hypokotylní) hlízy. Lodyhy jsou plazivé, až 5 m dlouhé, při šplhání po okolních rostlinách si pomáhají až 20 cm dlouhými ovíjivými řapíky listů. Jednoduché listy vyrůstají střídavě, bez palistů. Rostlinné pletivo obsahuje myrosin. Rostliny hlíznatých druhů rostou zpočátku spíše vzpřímeně, dosahují výšky až 1 m a mají kratší lodyhy.
Oboupohlavné velké květy jsou souměrné, vyrůstají jednotlivě na dlouhých stopkách. Květ obsahuje 8 volných tyčinek, synkarpní gyneceum srostlé ze 3 plodolistů, svrchní semeník s anatropními vajíčky a čnělky se třemi bliznami. Květ má nápadně zbarvený kalich, poskládaný z 5 lístků z nichž dva jsou menší; mívají barvu žlutou, oranžovou, červenou, fialovou nebo různě kombinovanou.
Po opylení hmyzem se vyvine třídílná tobolka, svraštělá nebo výjimečně křídlatá, se semeny bez endospermu. Druhy s hlízami se množí převážně vegetativně.
Celá bylina je poživatelná. Využívána je i čerstvá šťáva lichořeřišnice (např. v kapkách), ale také čerstvá či sušená semena, květy a listy.

## Význam
Lichořeřišnice, jak ji známe z Evropy, má pro nás význam převážně svým vzhledem, využívají ji zahradnicí k parkovým výsadbám i drobní pěstitelé do okenních truhlíků. Pro obvod And v Jižní Americe má, převážně lichořeřišnice hlíznatá, mnohem větší význam. Její hlízy jsou v mnoha horských oblastech stejně důležité jako brambory, zajišťují základní výživu obyvatel zemědělsky příliš neproduktivních území.

## Léčitelství
Je to rostlina s celou škálou látek s bakteriostatickým a insekticidním účinkem, používá se v lidovém léčitelství k léčbě nemocí ledvin, močového měchýře a dýchacích cest, slouží jako diuretikum i k léčbě defektů kůže. 
Lichořeřišnice je přírodní antibiotikum, pomáhá při salmonele, streptokoku i zlatému stafylokoku. Používá se též jako pomoc při padání vlasů a proti lupům.

## Taxonomie
Čeleď lichořeřišnicovitých je tvořena sice jen jedním rodem, ale asi 95 druhy. Nejblíže příbuznou je čeleď Akaniaceae, čeleď se stromy vysokými až 20 m.